# کادنا (اوکیناوا)
کادنا، اوکیناوا (به لاتین: Kadena, Okinawa) یک منطقهٔ مسکونی در ژاپن است که در Nakagami District واقع شده‌است. کادنا ۱۵٫۰۴ کیلومترمربع مساحت و ۱۳٬۸۲۳ نفر جمعیت دارد.